# 1934년 FIFA 월드컵
1934년 FIFA 월드컵(영어: 1934 FIFA World Cup, 이탈리아어: Campionato mondiale di calcio 1934)은 제2회 FIFA 월드컵으로 이탈리아에서 5월 27일부터 6월 10일까지 열렸다. 대회 역사상 처음으로 지역 예선을 거쳐 총 16개국이 월드컵 본선에 오르게 된다. 대회 방식은 전 경기 토너먼트로 진행되었으며 개최국 이탈리아가 우승을 체코슬로바키아가 준우승을 차지했으며 3, 4위전을 통해 독일이 3위를 차지했다. 이번 대회는 이탈리아의 독재자 베니토 무솔리니의 영향으로 편파 판정으로 얼룩진 월드컵 역사상 최악의 대회라는 비판을 받았지만, 지역 예선, 연장전, 3,4위전 등 향후 월드컵의 근간이 되는 틀을 마련한 대회였다는 점에서 의의를 가진다.
남아메리카에서 2개 국가, 유럽에서 11개 국가, 북아메리카에서 1개 국가, 아시아/아프리카 1개 국가를 포함, 총 16개 국가가 대회에 참가하였다. 개막전은 동시에 치러진 8경기였는데, 이는 모두 16강전이었다. 이탈리아의 안젤로 스키아비오는 월드컵 100호골을 기록하였고, 체코슬로바키아의 올드르지흐 네예들리는 대회의 최다득점자로 등극하였다.
이탈리아, 체코슬로바키아, 오스트리아, 독일이 16강전에서부터 2연승을 챙기고 준결승전에 올라왔다. 결승전에서는 개최국이였던 이탈리아가 약 45,000명의 관중 앞에서 연장접전 끝에 체코슬로바키아를 1-2로 꺾고 월드컵의 두번째 우승국이 되었다.
이탈리아는 파시즘 홍보를 위해 이 월드컵에서 우승하기 위해 수단 방법을 가리지 않았으며 그로 인해 아르헨티나 축구 국가대표팀에서 루이스 몬티, 엔리케 과이타, 라이문도 올시를 영입했으며 심지어는 상대 선수들의 락커룸에 무장 병력을 파견해서 그냥 군인들을 보여줘서 암묵적인 협박을 가했다. 이로 인해 1934년에 개최된 이탈리아 월드컵은 월드컵 역사상 가장 더러운 월드컵으로 지탄받고 있다. 이탈리아 조직위원회의 전횡으로 인해 체코슬로바키아의 올드르지흐 네예들리 선수는 결승전에서 패하자마자 "졌지만 살아서 다행이다!"라는 말을 남기기까지 했다.

## 개최국 선정
국제 축구 연맹의 집행위원회가 8번 회의를 하면서 긴 유치 과정 끝에 1932년 10월 9일에 스웨덴 스톡홀름에서 열린 FIFA 총회에서 제2회 대회의 개최지를 이탈리아로 결정했다. 베니토 무솔리니의 지시를 바탕으로 이탈리아 유치위원회가 총회에서 모든 개최 비용을 지불하고 FIFA 관계자와 참가국 선수에게 철도 요금 무료 및 할인 혜택을 제공하는 등 집요한 개최 공세를 펼친 이유로 위원들의 투표 없이 결정되었고, 이탈리아 정부는 대회 개최를 위해 350만 리라 예산을 할당했다.

## 개최 도시 및 경기장
| 볼로냐                     | 피렌체                      | 제노바                 | 밀라노               |
| -------------------------- | --------------------------- | ---------------------- | -------------------- |
| 레나토 달라라 경기장       | 아르테미오 프란키 경기장    | 루이지 페라리스 경기장 | 주세페 메아차 경기장 |
| 수용인원: 39,000명         | 수용인원: 47,282명          | 수용인원: 36,536명     | 수용인원: 26,000명   |
|                            |                             |                        |                      |
| 나폴리                     | 로마                        | 트리에스테             | 토리노               |
| 조르지오 아스카렐리 경기장 | 국가 파시스트당 국립 경기장 | 트리에스테 경기장      | 무솔리니 경기장      |
| 수용인원: 74,000명         | 수용인원: 50,000명          | 수용인원: 38,000명     | 수용인원: 68,000명   |
|                            |                             | The stadium in 1934    |                      |

## 지역 예선

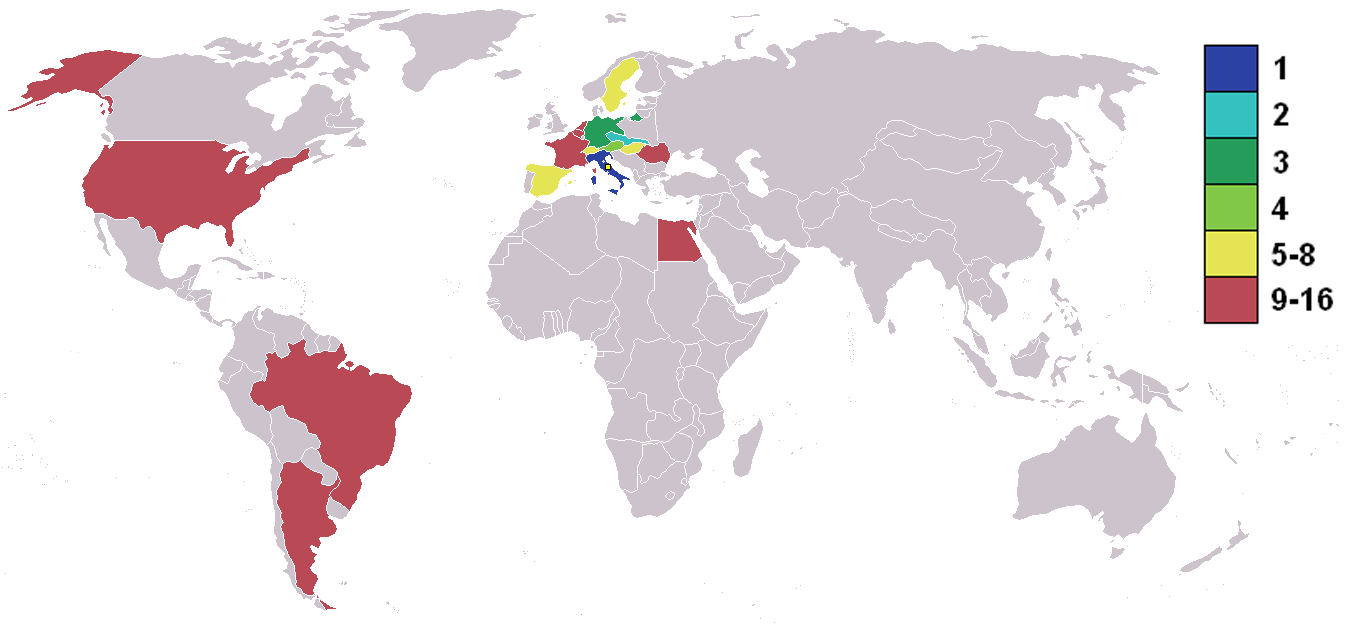
1934년 FIFA 월드컵 출전국

| 지역                      | 예선                                  | 국가/팀 |
| ------------------------- | ------------------------------------- | --- |
| 유럽 (UEFA)               | 21개 팀 중 12개 팀 (개최국 포함 12장) | 스웨덴, 스페인, 이탈리아 (개최국), 헝가리, 오스트리아, 체코슬로바키아, 스위스, 루마니아, 네덜란드, 벨기에, 독일, 프랑스 |
| 남미 (CONMEBOL)           | 4개 팀 중 2개 팀 (2장)                | 브라질, 아르헨티나 |
| 북중미&카리브 (CONCACAF)  | 4개 팀 중 1개 팀 (1장)                | 미국 |
| 아시아&아프리카 (AFC·CAF) | 3개 팀 중 1개 팀 (1장)                | 이집트 |

## 사건 및 논란

### 무솔리니의 대회 압력
베니토 무솔리니는 축구를 자신의 정치적 입지로의 활용과 파시즘의 정당성과 정치적 지지기반의 확립을 위해 FIFA 월드컵 개최지 선정부터 운영 방식, 심판 매수 등에 깊숙하게 관여하는 등 이탈리아를 우승시키려 대회에 압력을 가했다. 그래서 무솔리니는 지난 대회의 준우승에 빛나는 아르헨티나의 선수였던 오르시와 과이타, 몬티를 협박해서 이탈리아로 귀화시키고, 무솔리니는 이탈리아 선수에게 '우승하지 못하면 사형'이라는 내용의 전보를 보내는 등 이탈리아 대표팀이 우승하도록 압력을 가하였다.
8강전에서 스페인과 팽팽한 접전 끝에 승부를 내지 못한 이탈리아는 얼마 후 재경기를 갖게 되었는데 어떡하던 우승이 필요했던 이탈리아 정부는 당시 경기의 진행을 맡던 렌 메르세 스위스 주심에게 사전에 접근하여 로비 행각을 벌렸다는 후문도 불러 일으키는 등 파시스트 정당의 적지 않은 압력과 외압이 작용했던 대회였음을 일러주기도 한다. 준결승에서 이탈리아와 경기를 치렀던 오스트리아 축구 국가대표팀의 요제프 비찬은 "심판들도 이탈리아를 위해 뛰었다."고 하였고, 체코슬로바키아 축구 국가대표팀의 안타 자보는 "졌지만 우리 11명은 살았다"며 살벌했던 대회 분위기를 지적했다. 이렇게 두 번째 월드컵이자 유럽 무대에서 첫 월드컵을 개최한 이탈리아는 살벌한 독재 정부의 배경과 사전 공작 및 외압으로 여러모로 적지 않은 의혹과 압박을 가하며 월드컵 역사상 가장 추악하고 불미스러운 우승의 첫 역사를 장식하게 된다. 그 후, 우승한 이탈리아 선수에게 보너스로 선수 1인당 150만 파운드와 자동차를 지급하고 병역 면제 특혜를 제공했다.
한편, 남아메리카 대륙에 있는 브라질과 아르헨티나 축구 국가대표팀은 무솔리니의 독재 정치와 불합리한 대회 압력 등에 항의하기 위해 2진급 선수를 내보냈다. 특히 아르헨티나의 경우는 루이스 몬티, 라이문도 오르시, 엔리케 과이타 등 3명의 스타 플레이어를 이탈리아에 강탈당한 상황이라 무솔리니에 대한 분노와 증오는 극에 달했다.

### 독일 선수단의 집단 구속
독일 축구 국가대표팀이 준결승에서 체코슬로바키아 축구 국가대표팀에 패하자 아돌프 히틀러는 자국의 선수단을 집단 구속시켰다.

### 오심 문제
16강 프랑스와 오스트리아의 경기에서 연장 후반 3분 오스트리아의 지알이 넣은 골에 대해 부심이 오프사이드 기를 들었지만 네덜란드 출신인 주심 판 무어셀은 골을 인정하였다. 하지만 경기가 끝난 후 판 무어셀은 "밀라노에서 벌어진 스위스-네덜란드 전에서 스위스가 네덜란드를 3-2로 격파했다는 소식에 충격을 받아 그만 뼈아픈 오심을 자행했다."라고 밝혔다.

### 선수 유출
지난 대회 준우승국인 아르헨티나는 우승국인 우루과이의 불참으로 강력한 우승 후보로서 명성과 관심을 받았으나 루이스 몬티, 라이문도 오르시 등의 아르헨티나 선수들이 이탈리아로 국적을 바꾸고 이탈리아 축구 국가대표팀에서 뛰게 되는 바람에 결국 뛸 선수가 없어서 스웨덴에게 패하고 조기 탈락했다.

## 결선 토너먼트
|  | 16강전                | 16강전            |                   |      | 8강전      | 8강전      |                  |                  | 준결승전 | 준결승전 |  |  | 결승전 | 결승전 |
|  |                       |                   |                   |      |            |            |                  |                  |          |          |  |  |        |        |
|  | 5월 27일 - 로마       |                   |                   |      |            |            |                  |                  |          |          |  |  |        |        |
|  |                       |                   |                   |      |            |            |                  |                  |          |          |  |  |        |        |
|  | 이탈리아              | 7                 |                   |      |            |            |                  |                  |          |          |  |  |        |        |
|  | 이탈리아              | 7                 | 6월 1일 - 피렌체  |      |            |            |                  |                  |          |          |  |  |        |        |
|  | 미국                  | 1                 |                   |      |            |            |                  |                  |          |          |  |  |        |        |
|  | 미국                  | 1                 | 이탈리아          | 1(1) |            |            |                  |                  |          |          |  |  |        |        |
|  | 5월 27일 - 제노바     |                   | 이탈리아          | 1(1) |            |            |                  |                  |          |          |  |  |        |        |
|  |                       | 스페인            | 1(0)              |      |            |            |                  |                  |          |          |  |  |        |        |
|  | 스페인                | 스페인            | 1(0)              | 3    |            |            |                  |                  |          |          |  |  |        |        |
|  | 스페인                |                   | 6월 3일 - 밀라노  | 3    |            |            |                  |                  |          |          |  |  |        |        |
|  | 브라질                | 1                 |                   |      |            |            |                  |                  |          |          |  |  |        |        |
|  | 브라질                | 1                 | 이탈리아          | 1    |            |            |                  |                  |          |          |  |  |        |        |
|  | 5월 27일 - 나폴리     |                   | 이탈리아          | 1    |            |            |                  |                  |          |          |  |  |        |        |
|  |                       | 오스트리아        | 0                 |      |            |            |                  |                  |          |          |  |  |        |        |
|  | 헝가리                | 오스트리아        | 0                 | 4    |            |            |                  |                  |          |          |  |  |        |        |
|  | 헝가리                | 5월 31일 - 볼로냐 |                   | 4    |            |            |                  |                  |          |          |  |  |        |        |
|  | 이집트                | 2                 |                   |      |            |            |                  |                  |          |          |  |  |        |        |
|  | 이집트                | 2                 | 헝가리            | 1    |            |            |                  |                  |          |          |  |  |        |        |
|  | 5월 27일 - 토리노     |                   | 헝가리            | 1    |            |            |                  |                  |          |          |  |  |        |        |
|  |                       | 오스트리아        | 2                 |      |            |            |                  |                  |          |          |  |  |        |        |
|  | 오스트리아 (연장)     | 오스트리아        | 2                 | 3    |            |            |                  |                  |          |          |  |  |        |        |
|  | 오스트리아 (연장)     |                   | 6월 10일 - 로마   | 3    |            |            |                  |                  |          |          |  |  |        |        |
|  | 프랑스                | 2                 |                   |      |            |            |                  |                  |          |          |  |  |        |        |
|  | 프랑스                | 2                 | 이탈리아 (연장)   | 2    |            |            |                  |                  |          |          |  |  |        |        |
|  | 5월 27일 - 트리에스테 |                   | 이탈리아 (연장)   | 2    |            |            |                  |                  |          |          |  |  |        |        |
|  |                       | 체코슬로바키아    | 1                 |      |            |            |                  |                  |          |          |  |  |        |        |
|  | 체코슬로바키아        | 체코슬로바키아    | 1                 | 2    |            |            |                  |                  |          |          |  |  |        |        |
|  | 체코슬로바키아        | 5월 31일 - 토리노 |                   | 2    |            |            |                  |                  |          |          |  |  |        |        |
|  | 루마니아              | 1                 |                   |      |            |            |                  |                  |          |          |  |  |        |        |
|  | 루마니아              | 1                 | 체코슬로바키아    | 3    |            |            |                  |                  |          |          |  |  |        |        |
|  | 5월 27일 - 밀라노     |                   | 체코슬로바키아    | 3    |            |            |                  |                  |          |          |  |  |        |        |
|  |                       | 스위스            | 2                 |      |            |            |                  |                  |          |          |  |  |        |        |
|  | 네덜란드              | 스위스            | 2                 | 2    |            |            |                  |                  |          |          |  |  |        |        |
|  | 네덜란드              |                   | 6월 3일 - 로마    | 2    |            |            |                  |                  |          |          |  |  |        |        |
|  | 스위스                | 3                 |                   |      |            |            |                  |                  |          |          |  |  |        |        |
|  | 스위스                | 3                 | 체코슬로바키아    | 3    |            |            |                  |                  |          |          |  |  |        |        |
|  | 5월 27일 - 볼로냐     |                   | 체코슬로바키아    | 3    |            |            |                  |                  |          |          |  |  |        |        |
|  |                       | 독일              | 1                 |      | 3위 결정전 | 3위 결정전 |                  |                  |          |          |  |  |        |        |
|  | 아르헨티나            | 독일              | 1                 | 2    | 3위 결정전 | 3위 결정전 |                  |                  |          |          |  |  |        |        |
|  | 아르헨티나            | 5월 31일 - 밀라노 | 5월 31일 - 밀라노 | 2    |            |            | 6월 7일 - 나폴리 | 6월 7일 - 나폴리 |          |          |  |  |        |        |
|  | 스웨덴                | 5월 31일 - 밀라노 | 5월 31일 - 밀라노 | 3    |            |            | 6월 7일 - 나폴리 | 6월 7일 - 나폴리 |          |          |  |  |        |        |
|  | 스웨덴                | 스웨덴            | 1                 | 3    | 독일       | 3          |                  |                  |          |          |  |  |        |        |
|  | 5월 27일 - 피렌체     | 스웨덴            | 1                 |      | 독일       | 3          |                  |                  |          |          |  |  |        |        |
|  |                       | 독일              | 2                 |      | 오스트리아 | 2          |                  |                  |          |          |  |  |        |        |
|  | 독일                  | 독일              | 2                 | 5    | 오스트리아 | 2          |                  |                  |          |          |  |  |        |        |
|  | 독일                  |                   |                   | 5    |            |            |                  |                  |          |          |  |  |        |        |
|  | 벨기에                | 2                 |                   |      |            |            |                  |                  |          |          |  |  |        |        |
|  | 벨기에                | 2                 |                   |      |            |            |                  |                  |          |          |  |  |        |        |

### 16강전
| 독일                                               | 5 – 2  | 벨기에            |
| -------------------------------------------------- | ------ | ----------------- |
| 코비에르스키 25′ · 시플링 49′ · 코넨 66′, 70′, 87′ | 리포트 | 부르후프 29′, 43′ |

| 아르헨티나               | 2 – 3  | 스웨덴                    |
| ------------------------ | ------ | ------------------------- |
| 벨리스 4′ · 갈라테오 48′ | 리포트 | 요나손 9′, 67′ · 크룬 79′ |

| 네덜란드              | 2 – 3  | 스위스                        |
| --------------------- | ------ | ----------------------------- |
| 스미트 19′ · 벤트 84′ | 리포트 | 킬홀츠 7′, 43′ · 아베글렌 69′ |

| 체코슬로바키아          | 2 – 1  | 루마니아   |
| ----------------------- | ------ | ---------- |
| 푸츠 50′ · 네예들리 67′ | 리포트 | 도바이 11′ |

| 오스트리아                      | 3 – 2 (연장) | 프랑스                     |
| ------------------------------- | ------------ | -------------------------- |
| 진델라 44′ · 샬 93′ · 비칸 109′ | 리포트       | 니콜라스 18′ · 베리엣 116′ |

| 헝가리                                | 4 – 2  | 이집트          |
| ------------------------------------- | ------ | --------------- |
| 텔레키 11′ · 톨디 27′, 61′ · 빈체 53′ | 리포트 | 파우지 31′, 39′ |

| 브라질         | 1 – 3  | 스페인                                    |
| -------------- | ------ | ----------------------------------------- |
| 레오니다스 55′ | 리포트 | 이라라고리 18′ (페널티), 25′ · 랑가라 29′ |

| 이탈리아                                                             | 7 – 1  | 미국       |
| -------------------------------------------------------------------- | ------ | ---------- |
| 스키아비오 18′, 29′, 64′ · 오르시 20′, 69′ · 페라리 63′ · 메아차 90′ | 리포트 | 도넬리 57′ |

### 8강전
| 독일            | 2 – 1  | 스웨덴   |
| --------------- | ------ | -------- |
| 호흐만 60′, 63′ | 리포트 | 던커 82′ |

| 스위스                | 2 – 3  | 체코슬로바키아                             |
| --------------------- | ------ | ------------------------------------------ |
| 킬홀츠 18′ · 쟈기 78′ | 리포트 | 스보보다 24′ · 소보트카 49′ · 네예들리 82′ |

| 오스트리아             | 2 – 1  | 헝가리              |
| ---------------------- | ------ | ------------------- |
| 호바스 8′ · 지스첵 51′ | 리포트 | 사로시 60′ (페널티) |

| 스페인       | 1 – 1 (연장) | 이탈리아   |
| ------------ | ------------ | ---------- |
| 레게이로 30′ | 리포트       | 페라리 44′ |

#### 재경기
| 스페인 | 0 – 1  | 이탈리아   |
| ------ | ------ | ---------- |
|        | 리포트 | 메아차 11′ |

### 준결승전
| 독일       | 1 – 3  | 체코슬로바키아         |
| ---------- | ------ | ---------------------- |
| 노아크 62′ | 리포트 | 네예들리 19′, 71′, 80′ |

| 오스트리아 | 0 – 1  | 이탈리아   |
| ---------- | ------ | ---------- |
|            | 리포트 | 과이타 19′ |

### 3·4위전
| 독일                      | 3 – 2  | 오스트리아              |
| ------------------------- | ------ | ----------------------- |
| 레히너 1′, 42′ · 코넨 27′ | 리포트 | 호바스 28′ · 세스타 54′ |

### 결승전
| 체코슬로바키아 | 1 – 2 (연장) | 이탈리아                    |
| -------------- | ------------ | --------------------------- |
| 푸츠 76′       | 리포트       | 오르시 81′ · 스키아비오 95′ |

| FIFA 월드컵 우승   |
| ------------------ |
| 이탈리아           |
| 1934년 FIFA 월드컵 |
| 1934년             |

| FIFA 월드컵 준우승 |
| ------------------ |
| 체코슬로바키아     |
|                    |
| 우승이력 없음      |

## 득점 선수
| 5골 - 올드르지흐 네예들리 4골 - 에드문트 코넨 - 안젤로 스키아비오 3골 - 라이문도 오르시 - 레오폴드 키엘홀츠 2골 - 한스 호바스 - 베르나르드 부르후프 - 안토닌 푸치 - 압델 파우지 - 카리 호흐만 - 에른스트 레히너 - 게차 톨디 | 2골 (계속) - 조반니 페라리 - 주세페 메아차 - 호세 이라라고리 - 스벤 요나손 1골 - 에른스토 벨리스 - 알베르토 갈라테오 - 조셉 비칸 - 토니 샬 - 칼 세스타 - 마티아스 진델라 - 칼 지스첵 - 레오니다스 - 지리 소보트카 - 프랜티섹 스보보다 - 장 니콜라스 - 조지 베리엣 | 1골 (계속) - 스타니슬라우스 코비에르스키 - 루돌프 노아크 - 오토 시플링 - 기요르기 사로시 - 팔 텔레키 - 제뇨 빈체 - 엔리케 과이타 - 킥 스미트 - 린 벤트 - 스테판 도베이 - 이시드로 랑가라 - 루이스 레게이로 - 괴스타 던커 - 크넛 크룬 - 안드레 아베글렌 - 윌리 쟈기 - 알도 도넬리 |

## 최종 순위
| 순위 | 팀             | 경기수 | 승 | 무 | 패 | 득 | 실 | 득실차 | 승점 |
| ---- | -------------- | ------ | -- | -- | -- | -- | -- | ------ | ---- |
| 1    | 이탈리아       | 5      | 4  | 1  | 0  | 12 | 3  | +9     | 9    |
| 2    | 체코슬로바키아 | 4      | 3  | 0  | 1  | 9  | 6  | +3     | 6    |
| 3    | 독일           | 4      | 3  | 0  | 1  | 11 | 8  | +3     | 6    |
| 4    | 오스트리아     | 4      | 2  | 0  | 2  | 7  | 7  | 0      | 4    |
| 5    | 스페인         | 3      | 1  | 1  | 1  | 4  | 3  | +1     | 3    |
| 6    | 헝가리         | 2      | 1  | 0  | 1  | 5  | 4  | +1     | 2    |
| 7    | 스위스         | 2      | 1  | 0  | 1  | 5  | 5  | 0      | 2    |
| 8    | 스웨덴         | 2      | 1  | 0  | 1  | 4  | 4  | 0      | 2    |
| 9    | 아르헨티나     | 1      | 0  | 0  | 1  | 2  | 3  | -1     | 0    |
| 9    | 프랑스         | 1      | 0  | 0  | 1  | 2  | 3  | -1     | 0    |
| 9    | 네덜란드       | 1      | 0  | 0  | 1  | 2  | 3  | -1     | 0    |
| 12   | 루마니아       | 1      | 0  | 0  | 1  | 1  | 2  | -1     | 0    |
| 13   | 이집트         | 1      | 0  | 0  | 1  | 2  | 4  | -2     | 0    |
| 14   | 브라질         | 1      | 0  | 0  | 1  | 1  | 3  | -2     | 0    |
| 15   | 벨기에         | 1      | 0  | 0  | 1  | 2  | 5  | -3     | 0    |
| 16   | 미국           | 1      | 0  | 0  | 1  | 1  | 7  | -6     | 0    |

순위 판정 방법은 아래와 같다.
- 4강 진출 팀은 결승전 및 3·4위전의 경기 결과에 따라 순위를 결정한다.
- 2라운드 이하의 단계에서 탈락한 팀은 전체 승점과 골득실을 비교하여 순위를 결정하되, 아래와 같이 결정한다.
  - 2라운드에서 탈락한 팀의 순위는 최고 5위에서 최저 8위이다.
  - 1라운드에서 탈락한 팀의 순위는 최고 9위에서 최저 16위이다.

## 기록
- 총 득점 : 70골 (17경기/평균 4.12골)
- 월드컵 100호골 :  안젤로 스키아비오 (1934년 5월 27일  미국전)
- 최다득점 선수 :  올드르지흐 네예들리 (5골)
- 해트트릭

1934년 5월 27일 이탈리아 v 미국 -  안젤로 스키아비오 (해트트릭 4호)
1934년 5월 27일 독일 v 벨기에 -  에드문트 코넨 (해트트릭 5호)
1934년 6월 4일 독일 v 체코슬로바키아 -  올드르지흐 네예들리 (해트트릭 6호)